# Årø

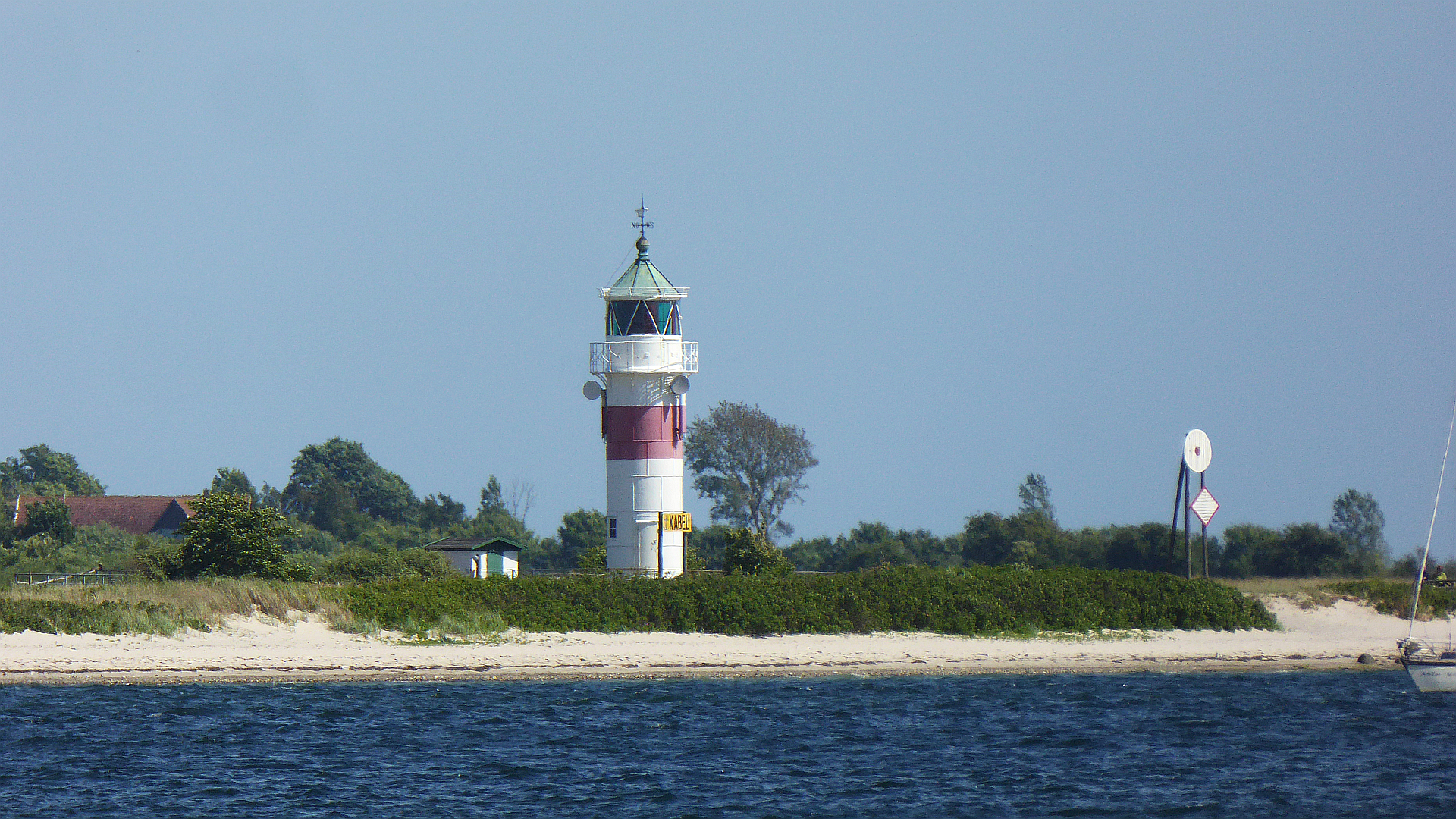
Årø fyr, der 13 m hohe Leuchtturm von 1905 auf der Insel-Westseite

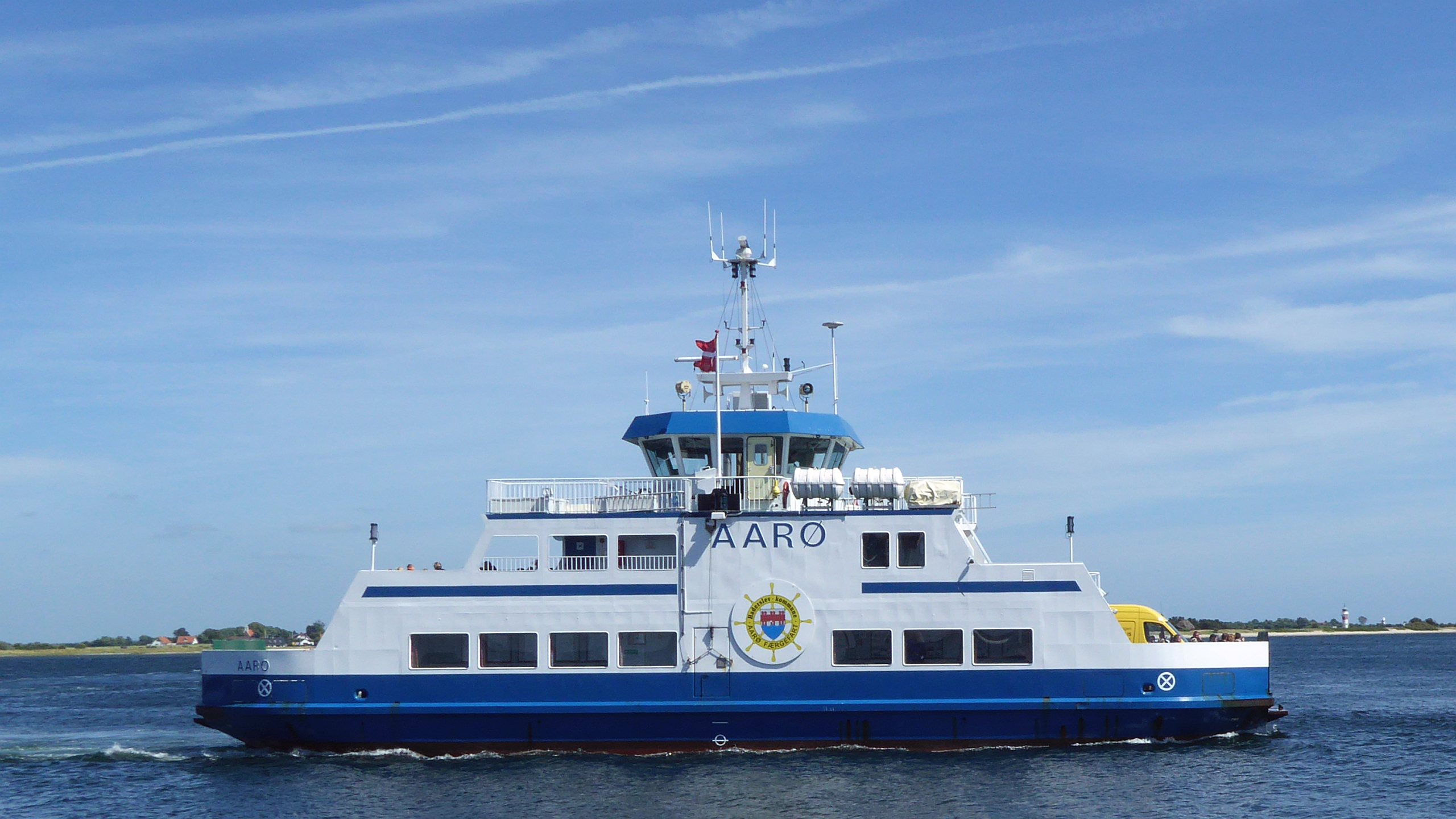
Regelmäßige Verbindung mit der AARØ-Fähre zwischen der Insel Årø und Årøsund Hafen in Jütland

Årø (auch Aarø, deutsch Aarö), nicht zu verwechseln mit Ærø, ist eine dänische Insel im Kleinen Belt. Sie ist durch den 750 m breiten Årøsund vom süderjütischen Festland getrennt, aber mittels Fähre dorthin verbunden. Auf der vier Kilometer langen und drei Kilometer breiten Insel leben 147 Einwohner (1. Januar 2023). Auf der Westseite der Insel Årø befindet sich die gleichnamige Ortschaft mit dem Hafen für den Fährbetrieb und der eingedeichten Anlage für die Liegeplätze für Sport- und Fischereiboote. Am Hafen ist ein DSRS-Rettungsboot der Dansk Søredningsselskab stationiert. Südwestlich des Ortes Årø in einer Entfernung von 1000 m entstand 1905 der Leuchtturm „Årø Fyr“ mit einer Höhe von 13 m. Dieser Leuchtturm wurde Typ-gleich und parallel zum Leuchtturm Årøsund (Höhe 10 m) von der Metallbaufirma Julius Pintsch Söhne (Berlin bzw. Fürstenwalde) in Stahlbauweise errichtet.
Årø gehört zum Verband dänischer Kleininseln. Die Insel ist überwiegend im westlichen und südlichen Teil bewohnt und wird weitgehend landwirtschaftlich genutzt. Auf Årø befindet sich eine Farm mit Galloway-Rindern und ein kleines Weinanbaugebiet (Årø Vingård), da das Klima in der dänischen Südsee mild und damit für den Weinbau geeignet ist. In der dazugehörigen Ø-Butikken (Inselladen) werden neben handelsüblichen Produkten auch solche aus der Region verkauft; auf der Insel wird auch Fischhandel betrieben. Es entwickelte sich zudem ein am Tourismus orientiertes Gastgewerbe parallel zu dem etwa 1500 m vom Fährhafen in östlicher Richtung entfernt bestehendem Campingplatz mit ungefähr 100 Stellplätzen. Der Tourismus und die Landwirtschaft zählen zu den wichtigen Einnahmequellen auf der Insel.
Auf der Insel wurden zwei besonders abwechslungsreiche Nehrungen (Sandhaken) unter Naturschutz gestellt: Die Halbinsel Årø Kalv auf der Ostseite mit einer Größe von 30 ha und die Lagune Store Korsø auf der Westseite. Die Vogelschutzgebiete dürfen in der Brutzeit (1. April bis 15. Juli) nicht betreten werden.

## Geschichte
Im Mittelalter kam die kleine Insel in den Besitz des Bischofs von Schleswig. Eingepfarrt waren die Bewohner in die Kirchspielsgemeinde (dän.: Sogn) Øsby Sogn (deutsch Oesby). Nach der Reformation im 16. Jahrhundert wurden die bischöflichen Besitzungen zum weltlichen Amt Schwabstedt zusammengefasst. Da dessen übrige Teile im ganzen Herzogtum Schleswig weit verstreut lagen, war es schwierig diese zu verwalten. Erst 1702 wurde es aufgehoben und Årø wurde wieder verwaltungs- und gerichtsmäßig der Harde Haderslev Herred in Haderslev Amt (deutsch Hadersleben) unterstellt, dem auch der Rest des Øsby Sogn unterstand. Erst 1749 kaufte der dänische König den herzoglichen Anteil an der Insel. Per Dekret vom 2. November 1750 wurde sie dann dem königlichen Anteil im Herzogtum Schleswig einverleibt. Über Årø verlief die Hauptpostverbindung von Haderslev und Årøsund hinüber nach Assens.
Der Deutsch-Dänische Krieg 1864 führte zur Abtretung des dänischen Lehens Herzogtum Schleswig sowie der in Personalunion vom dänischen König regierten Herzogtümer Holstein und Lauenburg von der dänischen Monarchie. 1867 wurden diese endgültig zu einer preußischen Provinz. Årø gehörte dem neu geschaffenen Kreis Hadersleben als eigenständige Landgemeinde an.
Beim Ostseesturmhochwasser am 13. November 1872 wurden 85 Prozent der Insel überschwemmt. Der Pegelstand erreichte etwa 3,5 m über dem normalen mittleren Hochwasser. In Årø By erinnert ein Gedenkstein an das Naturereignis.
1905 erhielt man eine eigene kleine Kirche, die allerdings ein Annex zu Oesby blieb. Es handelt sich um eine protestantische Kirchengemeinde. Der Fährhafen Årøsund auf der anderen Seite des Sundes erhielt um 1900 Anschluss an die Haderslebener Kreisbahn, wodurch Årø auch touristisch zunehmend interessant wurde. Nach der Volksabstimmung von 1920, als Nordschleswig in das Königreich Dänemark eingegliedert wurde, wurden Haderslev Herred und Haderslev Amt wieder eingerichtet. Mit der dänischen Kommunalreform 1970 wurde Øsby Sogn Teil der Haderslev Kommune im Sønderjyllands Amt, die wiederum mit der nächsten Kommunalreform 2007 in der erweiterten Haderslev Kommune in der Region Syddanmark aufging.
Auf der Insel liegen der „Årø Runddysse“; ein stark gestörter Dolmen und der Findling Årø-Stein.